# Nátrium-nitrid
A nátrium-nitrid szervetlen vegyület, képlete Na3N. A lítium-nitriddel és néhány más nitriddel szemben instabil anyag. Atomos nátrium és nitrogén egyesülésével keletkezhet alacsony hőmérsékletű zafírszubsztráton. Könnyen elemeire bomlik:
{\displaystyle {\ce {2 Na3N -> 6 Na + N2}}}

## Szintézis
A nátrium-nitrid kétféleképp állítható elő: NaNH2 hőbomlásával vagy az elemek közvetlen reakciójával. Leggyakoribb előállítási módját Dieter Fischer, Martin Jansen és Grigori Vajenine mutatták be utóbbi módszerrel. Előbbi módszer meghatározott arányú gázfázisú Na és N2 önálló bevezetéséből és azok vákuumkamrában lévő hideg szubsztrátra való lerakásából áll, melyet végül 298 K-re hevítenek a kristályosításhoz. A második elemi nátrium plazmaaktivált nitrogénnel való reakciója fémfelületen. Ez könnyíthető folyékony Na–K ötvözet bevezetésével, a folyadéktöbblet eltávolításával és friss ötvözettel való mosásával. A szilárd anyagot ezután centrifugával elválasztják a folyadéktól. Azonban e módszer nagyon levegőérzékeny, és könnyen történhet bomlás vagy égés, kivéve tiszta oxigént tartalmazó környezet esetén.

## Jellemzői
A nátrium-nitrid vörösbarna vagy sötétkék lehet szintézistől függően belső tulajdonságai miatt. Nem bomlik néhány hét után standard hőmérsékleten. A vegyület nem olvasztható meg, mivel tömegspektrometriai mérések alapján elemeire bomlik 360 K körül. Becsült képződési entalpiája +64 kJ/mol.

## Szerkezet
A nátrium-nitrid standard hőmérsékleten mintegy 90%-ban ionos, de tiltott sávja félvezetőre jellemző. NNa6-oktaéderekből álló anti-ReO3-szerkezete van. A vegyület N–Na kötéshossza 236,6 pm. Ezt röntgen- és neutrondiffrakció is megerősítette poron és egykristályokon is.

## Fordítás
Ez a szócikk részben vagy egészben  a   Sodium nitride című angol Wikipédia-szócikk ezen változatának fordításán alapul.  Az eredeti cikk szerkesztőit annak laptörténete sorolja fel. Ez a jelzés csupán a megfogalmazás eredetét és a szerzői jogokat jelzi, nem szolgál a cikkben szereplő információk forrásmegjelöléseként.